# 18e cérémonie des prix Génie
La 18e cérémonie des Prix Génie s'est déroulé le 14 décembre 1997 pour récompenser les films sortis dans le courant de l'année 1997.

## Palmarès
Le vainqueur de chaque catégorie est indiqué en gras

### Best Picture
- De beaux lendemains, Atom Egoyan et Camelia Frieberg, producteurs
- Cosmos, Roger Frappier, producer
- The Hanging Garden, Thom Fitzgerald et Louise Garfield, producteurs
- Karmina, Nicole Robert, producer
- Kissed, Dean English et Lynne Stopkewich, producteurs

### Meilleur acteur
- Ian Holm, De beaux lendemains
- Alan Williams, The Cockroach that Ate Cincinnati
- Robin Aubert, La Comtesse de Bâton Rouge
- Peter Outerbridge, Kissed
- Bruce Greenwood, De beaux lendemains

### Meilleure actrice
- Molly Parker, Kissed
- Isabelle Cyr, Karmina
- Alberta Watson, Shoemaker
- Sarah Polley, De beaux lendemains
- Gabrielle Rose, De beaux lendemains

### Meilleur acteur dans un second rôle
- Peter MacNeill, The Hanging Garden
- Frédéric Desager, La Comtesse de Bâton Rouge
- Hardee T. Lineham, Shoemaker
- Tom McCamus, De beaux lendemains

### Meilleure actrice dans un second rôle
- Seana McKenna, The Hanging Garden
- France Castel, La Comtesse de Bâton Rouge
- Kerry Fox, The Hanging Garden
- Joan Orenstein, The Hanging Garden
- France Castel, Karmina

### Meilleur réalisateur
- Atom Egoyan, De beaux lendemains
- André Forcier, La Comtesse de Bâton Rouge
- Thom Fitzgerald, The Hanging Garden
- Gabriel Pelletier, Karmina
- Lynne Stopkewich, Kissed

### Meilleur documentaire
- Anne Claire Poirier, Tu as crié LET ME GO